# Longos

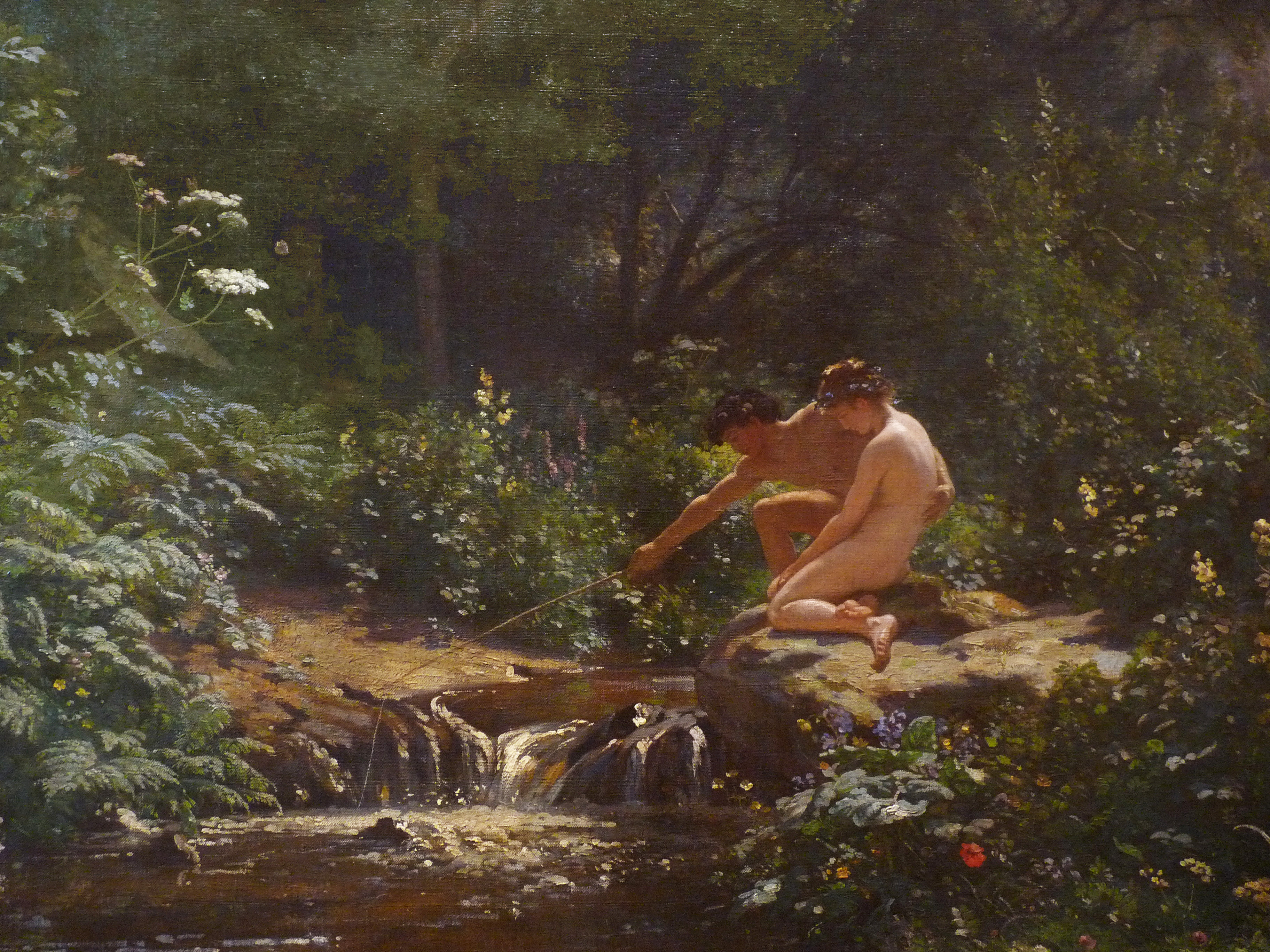
Dafnis a Chloé, obraz francouzského malíře Françoise-Louise Française z roku 1872

Longos, řecky Λόγγος (asi 2. století), byl starověký řecký spisovatel známý svým milostným románem z pastýřského prostředí Dafnis a Chloé (Ποιμενικων των περι Δάφνιs καὶ Χλόη Λεσβιακων λογου).
O jeho životě není prakticky nic známo. To, že žil pravděpodobně ve druhém století, bylo určeno na základě lingvistického rozboru románu. Má se za to, že pocházel z ostrova Lesbos, protože se tam jeho román odehrává. Existuje dokonce hypotéza, že jeho jméno vzniklo na základě chyby písaře, který slovo „λογου“ (tj. „příběh“) z názvu románu chybně napsal jako „λογγου“ a z toho pak vznikl nominativ „λογγος“, který byl interpretován jako jméno autora. Pokud se opravdu jmenoval Longos, byl pravděpodobně osvobozeným římským otrokem.
Longos byl stoupencem atticismu, směru v řecké próze, který vznikl již ve 2. století př. n. l. jako reakce na květnatost a patetičnost. Tomu také odpovídá klidný a jednoduchý styl vyprávění jeho románu, jehož hlavním tématem je rozvíjení lásky mezi mladým pastýřem a krásnou mladou pastýřkou na pozadí různých dobrodružství. Román byl oblíben hlavně v období renesance a rokoka, stal se námětem mnoha výtvarných děl, Jean Jacques Offenbach podle něj napsal operetu a Maurice Ravel balet.

## Česká vydání
- Dafnis a Chloe, František Adámek, Praha 1910, přeložil Ferdinand Pelikán,
- Dafnis a Chloe, Václav Petr, Praha 1926, přeložil Rudolf Kuthan,
- Pastýřské příběhy Dafnida a Chloe, Evropský literární klub, Praha 1947, přeložil Rudolf Kuthan,
- Dafnis a Chloe, obsaženo společně s Héliodórovým románem Příběhy aithiopské v knize Antická próza I. - Láska a dobrodružství, Odeon, Praha 1971, přeložil Rudolf Kuthan,
- Dafnis a Chloe, Supraphon, Praha 1976, přeložil Rudolf Kuthan.